# Christian Friedrich von der Osten
Christian Friedrich von der Osten (* 17. Dezember 1740 in Rohrbeck (Kreis Arnswalde); † 21. Juni 1819 in Miltisch (Kreis Steinau)) war ein preußischer Generalmajor, Chef des Dragonerregiments Nr. 12 und Ritter des Ordens Pour le Mérite.

## Leben

### Herkunft
Seine Eltern waren der Herr auf Rohrbeck und Hauptmann Hans von der Osten (* 1697; † 6. Juni 1779) und dessen Ehefrau Sophie Christine Friederike von Beneckendorff (* 11. Dezember 1719 in Kleinzow; † 1798).

### Militärkarriere
Osten wurde 1756 Gefreitenkorporal im Dragonerregiment „von Blanckensee“. Während des Siebenjährigen Krieges kämpfte er in den Schlachten von Prag, Kolin, Breslau, Leuthen, Hochkirch, Kunersdorf, Torgau, Liegnitz, Freiberg sowie der Belagerung von Dresden und dem Gefecht bei Meißen. In der Zeit wurde er am 7. Februar 1758 Fähnrich und am 14. Januar 1760 Sekondeleutnant.
Nach dem Krieg wurde er am 28. Oktober 1767 Premierleutnant und am 2. September 1778 Stabshauptmann. Im Bayerischen Erbfolgekrieg kämpfte Osten im Gefecht bei Trautenau. Am 1. Oktober 1789 wurde er zum Major befördert und am 4. Januar 1790 zum Eskadronchef ernannt. Im Ersten Koalitionskrieg nahm er an der Schlacht bei Kaiserslautern sowie dem Gefecht von Hochheim, Limbach, Eschweiler und Bubenhausen teil. Am 7. Januar 1793 erhielt er den Orden Pour le Mérite für Hochheim. Dazu erhielt er am 25. Februar 1793 die Erlaubnis, den Orden Pour la vertu militaire des Landgrafen von Hessen-Kassel zu tragen.
Am 21. Juni 1798 wurde Osten Oberstleutnant und am 19. Juni 1799 Oberst. Dann am 4. April 1801 wurde er Kommandeur des Dragonerregiments „von Prittwitz“. Kurz vor dem Vierten Koalitionskrieg am 24. September 1806 wurde er zum Chef des Dragonerregiments „von Brüsewitz“ ernannt. Er nahm am Feldzug teil. Nach der preußischen Niederlage in der Schlacht bei Jena und Auerstedt zog Osten sich mit 1200 Mann an die Elbe zurück und schloss sich dem Korps „Blücher“ an. Mit diesem musste er bei Ratkau kapitulieren. Daher wurde er am 10. August 1806 inaktiv gestellt und ab dem 10. August 1807 auf Halbsold gesetzt. Am 20. Oktober 1809 wurde Osten noch zum Generalmajor befördert. Am 1. Dezember 1813 erhielt er seinen Abschied und eine Pension von 800 Talern. Er starb am 21. Juni 1819 in Miltisch (Kreis Steinau). Er wurde im Familienbegräbnis der Familie von Lüttwitz in Talbendorf beigesetzt.

### Familie
Osten heiratete am 9. Februar 1790 in Ober Gläsersdorf, Landkreis Lüben Friederike August von Döring (* 1768; † 15. November 1833). Das Paar war kinderlos, hatte aber einen Pflegesohn Friedrich Johann, der 1819 als Sekondeleutnant im 6. Infanterie-Regiment diente.